# Produção colaborativa
Produção colaborativa pode ser definida como um processo criativo coletivo no qual a informação não possui caráter único, podendo ser alterada por todos que tenham contato com ela.
A linguagem wiki é uma representação de produção colaborativa em ambientes digitais. Usuários com conhecimento teórico sobre determinado tema são livres para inserir novos conceitos sobre o verbete anteriormente inexistente ou recriados com embasamento da causa tratada.
Essa linguagem "fundamenta suas comunidades com princípios democráticos, com iniciativas que envolvem a colaboração, interação, cooperação, participação, escrita coletiva e anônima, baseada em direitos proprietários mais flexíveis, abertos e igualitários". 
A maioria dos sites de notícia de todo o mundo tem dado espaço para a participação do internauta, com o envio de textos, fotos e vídeos feitos pelos usuários em vários contextos sociais, o que enriquece a disseminação de informação.
A produção colaborativa pode ajudar a reparar erros publicados, aumentar uma informação antes muito pequena para o tamanho do que se queria publicar e aumentar a participação de quem antes simplesmente fazia o papel de receptor de informações à frente de uma tela de computador, passando a ser também emissor.
No entanto, o quesito confiabilidade é um dos desafios desse novo modo de produção intelectual, decorrente do conceito work in progress, pois as decisões vão sendo tomadas durante o processo e não por antecedência. Erros, imprecisões e informações incompletas podem ser corrigidos durante a sequência de contribuições. "A partir de recursos da Web 2.0, potencializa-se a livre criação e a organização distribuída de informações compartilhadas através de associações mentais. Nestes casos importa menos a formação especializada de membros individuais, pois a credibilidade e relevância dos materiais publicados é reconhecida a partir da constante dinâmica de construção e atualização coletiva (PRIMO, 2007, p.4).”